# Hoerde
Pour les articles homonymes, voir Hörde.
 (février 2011).
Le contenu est difficilement compréhensible vu les erreurs de traduction, qui sont peut-être dues à l'utilisation d'un logiciel de traduction automatique.
Hoerde ou Hörde est un quartier de l'arrondissement du même nom au sud de la ville de Dortmund  dans la Ruhr en Allemagne. L'ancienne ville indépendante du comté de Mark et chef-lieu du district de Hörde est incorporée à Dortmund en 1928. De 1911 à 1928, Hoerde  forme son propre quartier urbain.
Aujourd’hui, Hoerde se présente comme un modèle de transformation économique structurelle. D'un quartier industriel et populaire lié aux mines et à l'acier, le développement se fait actuellement vers un quartier moderne, axé sur les loisirs et la haute technologie à Dortmund. Les phares du développement urbain sont le lac Phoenix au plan des loisirs et la concentration d'entreprises développant des technologies de microsystèmes devenues d'importance nationale. Les critiques mettent en garde contre une gentrification due à la modernisation du quartier.

## Géographie
Hoerde se trouve sur l'Emscher, un affluent droit du Rhin.
 
À l'ouest, Hoerde est limitrophe de l'arrondissement de Hombruch, au sud de l'arrondissement de Hacheney, des quartiers de Wellinghofen et Benninghofen (de) qui sont dans le même arrondissement que Hoerde, à l'est de l'arrondissement d'Aplerbeck et au nord de l'arrondissement du Centre-ville Est (de).

## Histoire

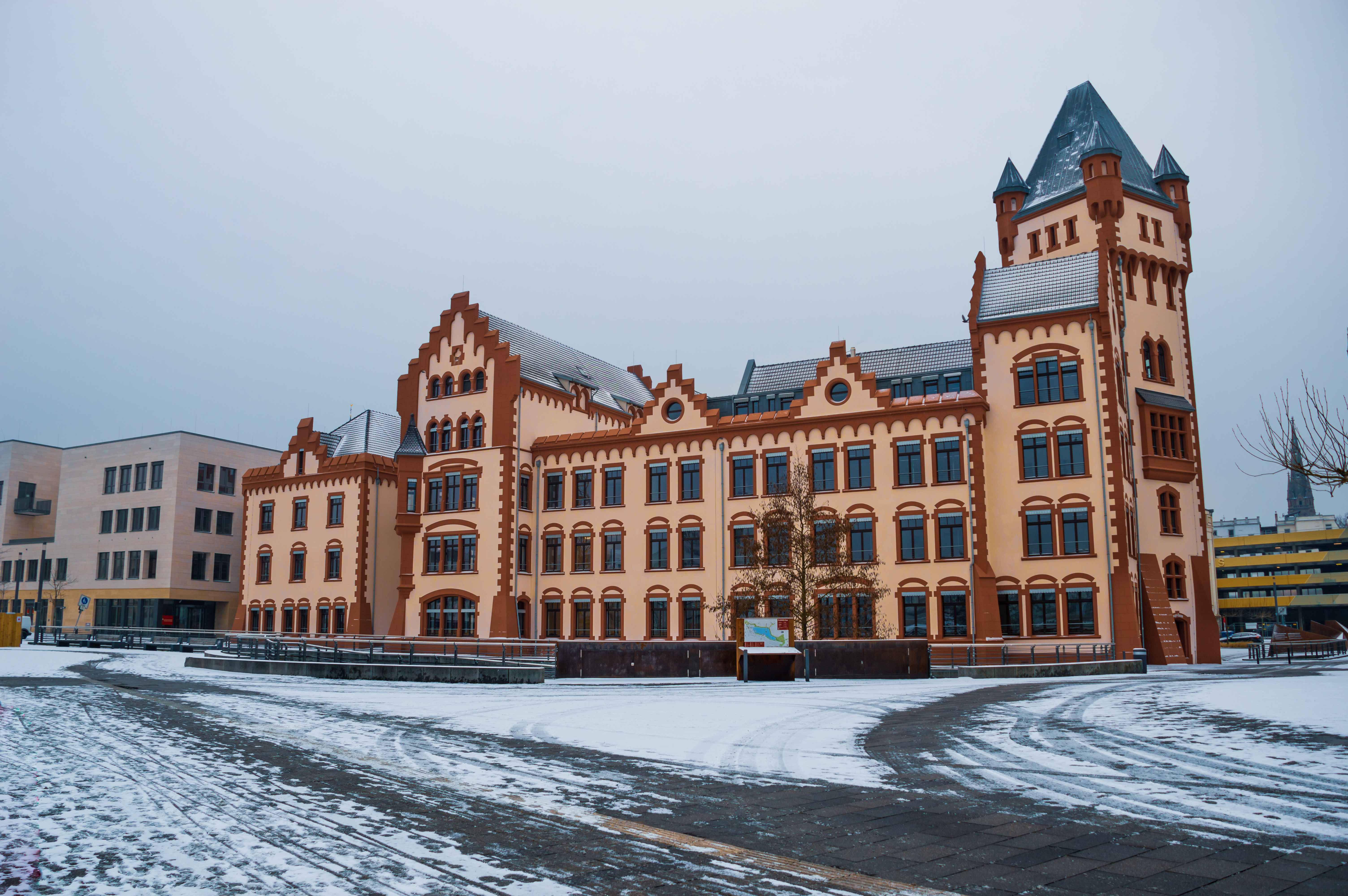
Château de Hörde

Au début Hörde a été une ville autonome. Son nom est dérive du Huryde ou Huride (Hürde en orthographie moderne) qui signifie un enclos. À ce temps des marais existaient autour de Hörde. Les premiers Hörder étaient de gens de Wellinghofen, qui est un quartier voisin à ce jour. Le Graf von der Mark (Comte de Mark) est le fondateur du Hörde. Le premier document qui évoque Hörde est l'acte du Kaiser Otto IV. de l'année 1198.
En 1929, Hörde a été intégré dans la ville de Dortmund.

## Économie

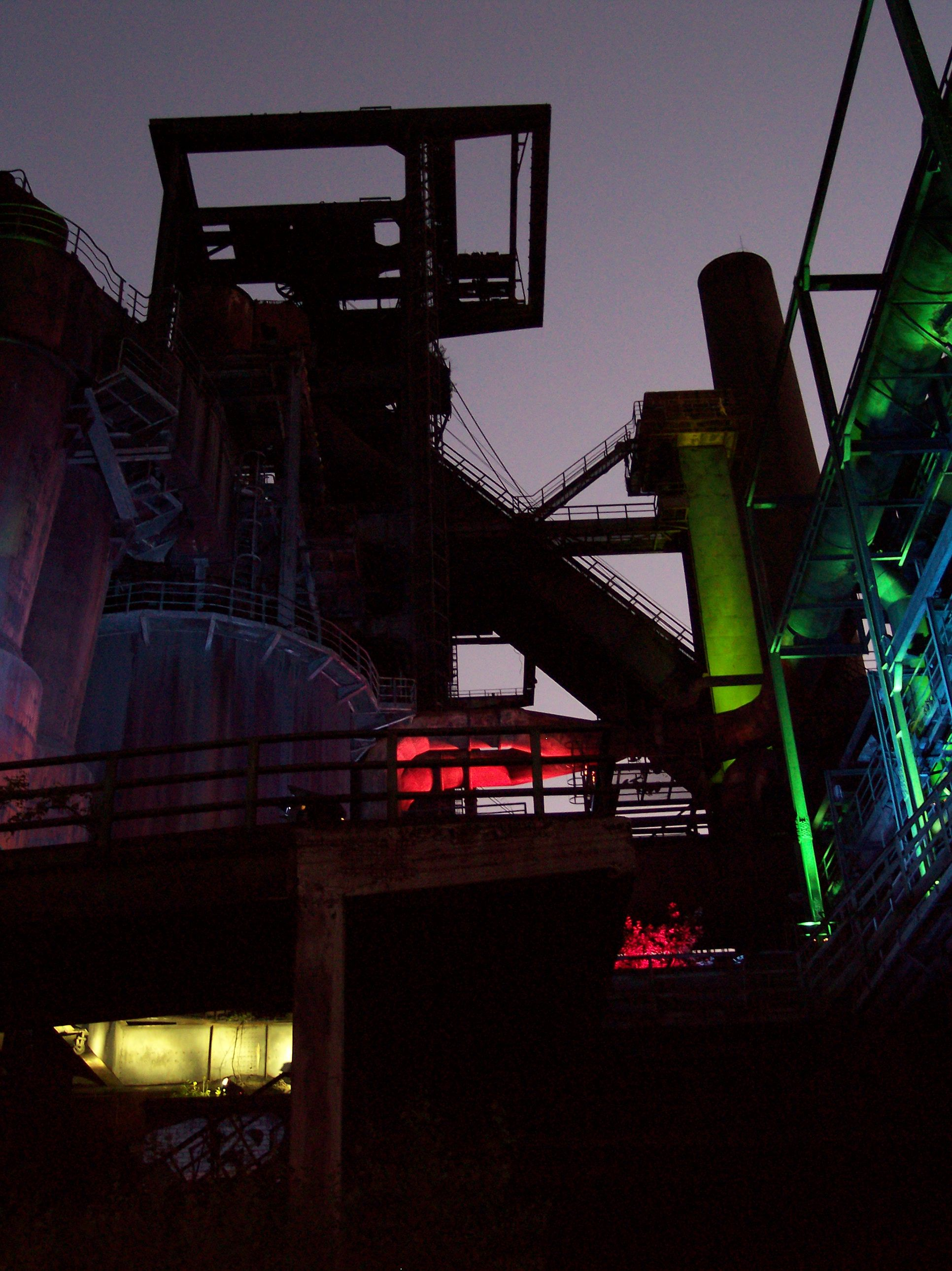
Ancien haut-fourneau

Hörde a été connu pour l’aciérie et usine sidérurgique Phoenix et la mine du charbon Hörder Kohlenwerk. Les hauts-fourneaux ont été fermés en 1998, l’aciérie en 2001. Depuis, Hörde est devenu un centre de la technologie des microsystèmes. On y fabrique également des pompes.

## Blason
Le blason montre le château fort de Hörde. Il comporte la märkische barre de l'échiquier du blason des comtes de la Mark, comme le blason de la plupart des villes qui, à un moment de leur histoire, relèvent de leur gouvernance. Le quart de cercle vert sous la représentation du château figure la colline sur laquelle le château est construit.

## Associations
Le club de la lutte AC Hörde 04 remporte le championnat allemand à trois reprises en 1931, 1933 et 1934.
 
Hoerde a une piscine de 25 m de long, un plongeoir d'un mètre et un autre de trois mètres. Depuis 2003, le SSC Hörde 54/58 e.V. bénéficie de la piscine.

## Personnalités
- Gerhard Böhle (1924-2001), auteur
- Charlotte Böhmer (* 1933), athlète
- Walter Dirks (1901–1991), éditorialiste catholique, auteur et journaliste
- Hedwig Dransfeld (* 1871 à Hacheney (Stadtbezirk Hörde); † 1925 à Werl), écrivaine
- Walter Gronemann (1926–1996), auteur
- Anne Elisabeth Guntermann (1894–1975), écrivaine
- Paul Heiling (1893–1961), auteur
- Frank Hengstenberg (* 1968), politicien (CDU)
- Karl Hilgenstock (1866-1937)
- Bernhard Hoetger (1874–1949), statuaire, architecte et ingenieur
- Otto Hue (1868–1922), syndicaliste et politicien (SPD)
- Ferdinand Muß (* 1924), champion d'Europe de la lutte
- Rudolf Platte (1904–1984), acteur
- Friedemir Poggenpohl (1859-1924)
- Annegret Richter (* 1950), athlète
- Dr. med. Wilhelm Schlüter (1844-1930), Medizinalrat, Ehrenbürger von Gütersloh
- Wilhelm Schmidt (1868–1954), ethnologue
- Sonja Schöber (*1985), nageuse
- Paul Schwarzenau (1923–2006), théologien et auteur
- Hans Tombrock (1895–1966), peintre
- Alfred Trappen (1828–1908), ingénieur
- Wilhem Tuschen (1903-1961)
- Karl Vohwinkel (1900-1949)
- Wilhelm Wenzel (1841-1914), Hörder poète de ville
- Helene Wessel (1898-1969)
- Daniel Friedrich Eduard Wilsing (1809-1893), compositeur en Romantisme

## Littérature(en allemand)
1. Theodor Schilp (Bearbeitung): Stadtmappe Hörde. Größchen Städteatlas, Dortmund 2002,  (ISBN 3-89115-152-7) (Westfälischer Städteatlas, Band 7, 3. Teilband.)
2. Wilhelm Brockpähler Hörde. Ein Heimatbuch für die Stadt und ihre Umgebung. Halbach, Hörde 1928
3. Richard Kelber / Claudia Schulze-Aden: Hörde by bike, en: Döring, Peter; Ralf Ebert und Bärbel Posthoff (Hg.), Dortmund entdecken – 25 Stadtrundgänge, Essen 2000, S. 304-317

## Position géographique
Localisation : 51° 29′ 20″ N, 7° 30′ 10″ E
Altitude : 112 mètres